# Clingen
Ne doit pas être confondu avec Clinger ou Clinge.
Clingen est une ville de Thuringe en Allemagne.